# Смъртни случаи причинени от кучета в България
Списък на фатални инциденти на нападнати от кучета хора в България:

## Инциденти
| Date                | Порода на кучето               | Име на жертвата | Възраст на жертвата | Обстоятелства                                                                                   |
| ------------------- | ------------------------------ | --------------- | ------------------- | ----------------------------------------------------------------------------------------------- |
|                     |                                |                 |                     |                                                                                                 |
| 11 март 2008 г.     | Питбул                         | Божидар Аначков | 50 г.               | нахапан до смърт от кучето на негов съсед в Горна Баня                                          |
| 19 октомври 2009 г. | глутница кучета от частен двор | дете            | 6 г.                | момиченцето било на гости на леля си в село Сушево                                              |
| 29 март 2012 г.     | глутница бездомни кучета       | Ботьо Тачков    | 82 г.               | нападнат докато се прибирал от разходка в дома си                                               |
| 29 януари 2018 г.   | Питбул                         |                 | 3 г.                | 3 годишно момченце, е убито от питбул, докато е на гости на леля си.                            |
| 27 юли 2018 г.      | Питбул (11)                    | Живко Димитров  | 33 години           | Агресивни кучета от породата питбул, разкъсаха стопанина си, по време на разходка в село Сотиря |